# Wellesaurus
Wellesaurus peabodyi, Parotosaurus peabodyi
Genre
Espèce
Synonymes
- †Parotosaurus peabodyi Welles & Cosgriff, 1965

Wellesaurus est un genre fossile de mastodonsauroïde temnospondyle. L'espèce type est Wellesaurus peabodyi, décrite initialement sous le protonyme Parotosaurus peabodyi et, en 2022, le genre est resté monotypique.

## Présentation
Il s'agissait d'amphibiens carnivores qui vivaient dans des environnements d'eau douce.
Wellesaurus englobe plusieurs espèces qui étaient liées lorsque le genre a été nommé en 1971.
L'espèce type, Wellesaurus peabodyi, a été initialement nommée en 1965 Parotosaurus peabodyi par Samuel Paul Welles et John William Cosgriff (d). Cette espèce est basée sur UCMP 36058, un crâne complet de la section Wupatki de la Formation de Moenkopi en Arizona. De nombreux autres crânes ont été récupérés dans la région et ont fait référence à l'espèce. Wellesaurus peabodyi est souvent considéré comme synonyme de Stanocephalosaurus birdi, un capitosaure contemporain nommé en 1933,.
Une autre espèce potentielle, Wellesaurus africanus, provient de la sous-zone B de la zone de fossiles du Cynognathus en Afrique du Sud. Bien que cette espèce ait été initialement identifiée en 1909, la conservation fragmentaire de son matériel a empêché des conclusions précises sur ses affinités. En conséquence, il a été référé à une variété de genres de mastodontes, notamment Capitosaurus, Parotosuchus et Wellesaurus. Basé sur un crâne plus complet, l'espèce africanus a reçu son propre genre, Xenotosuchus, en 2002.
Une troisième espèce potentielle, Wellesaurus bussoni, a été nommée en 1971 sur la base de matériel de crâne fragmentaire du membre inférieur de grès de la série de Zarzaïtine en Algérie. Cette espèce est considérée comme indéterminée et douteuse, représentant peut-être les restes d'un heylerosauride juvénile. Il a également été lié à Parotosuchus lapperenti, un autre mastodonte algérien obscur et indéterminé.

## Publication originale
- Jean-Pierre Lehman, « Nouveaux vertébrés fossiles du Trias de la Série de Zarzaitine », Annales de Paléontologie, vol. 57,‎ 1971, p. 71-116.